# بندقية اقتحام

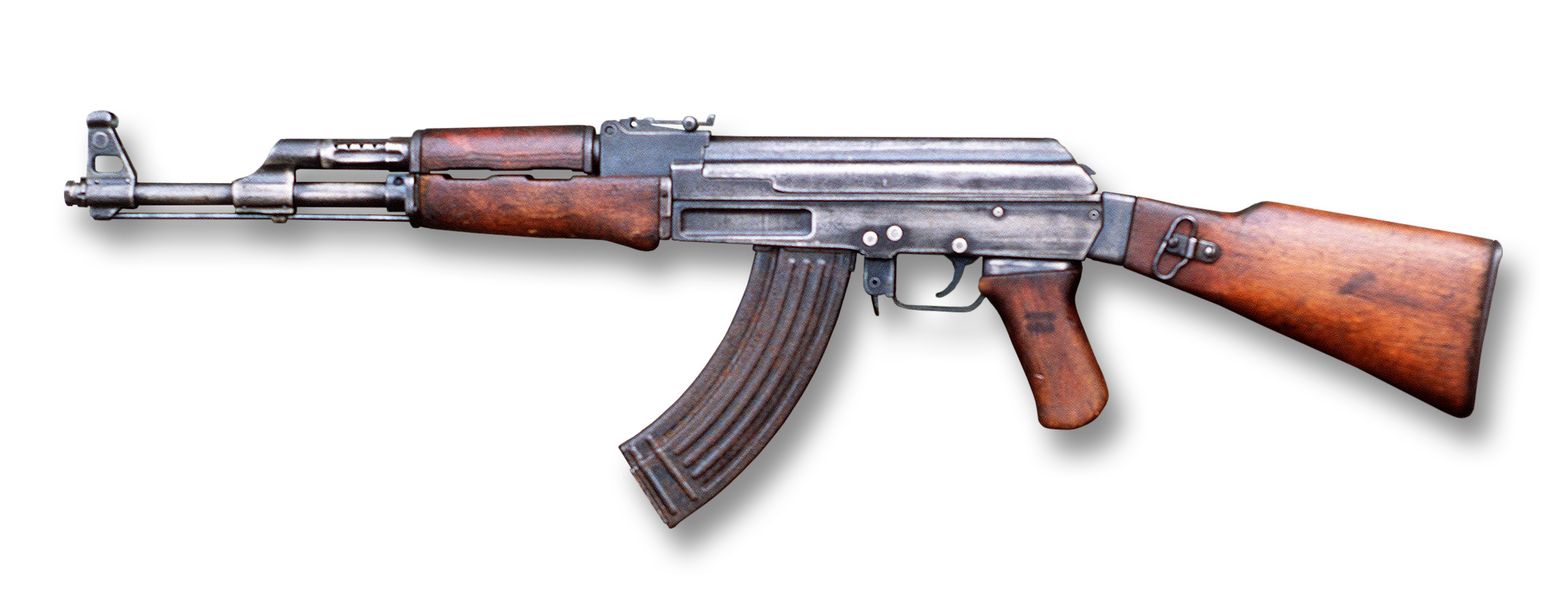
الكلاشنكوف (AK-47)، من البنادق الهجومية

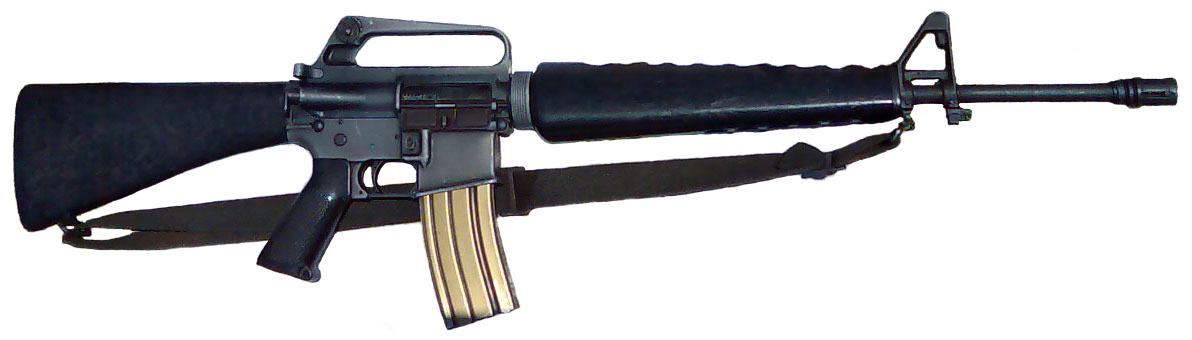
رشاش إم16

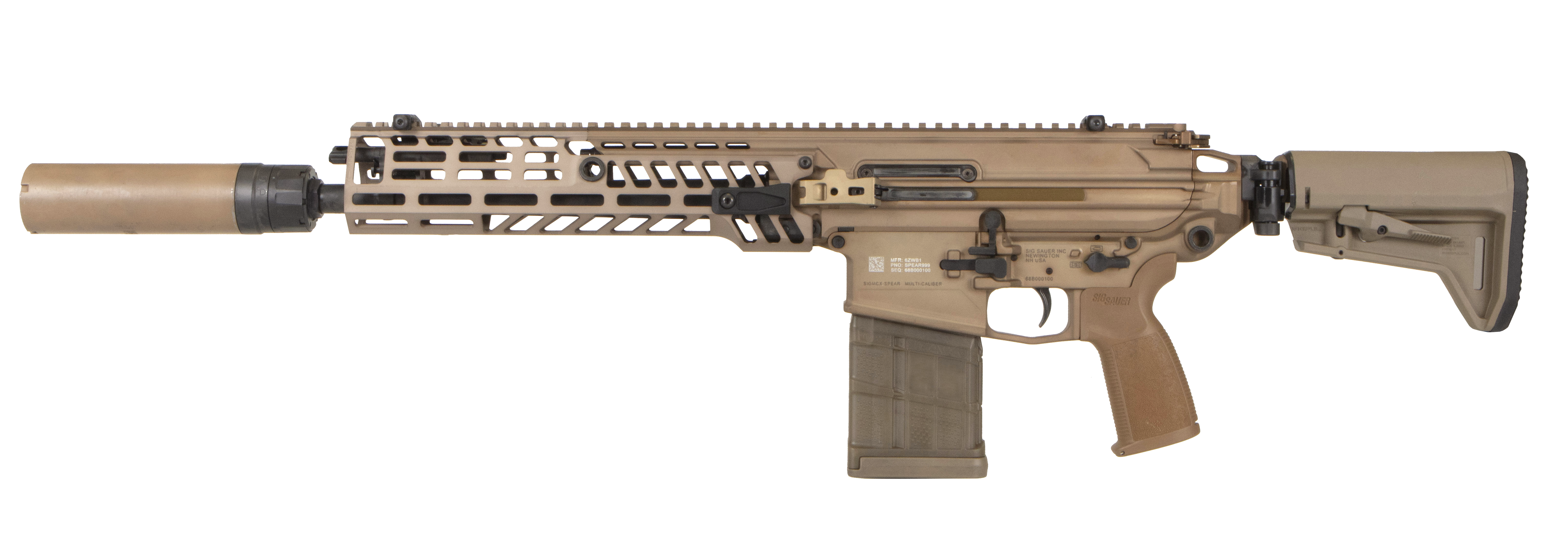
إكس أم 5، بندقية هجومية أمريكية الصُنع، سَتَحُل مَحل بندقية إم-4 كبُُندُقية الهجوم الرئيسية للجَيش الأمريكي.

بندقية اقتحام أو بندقية هجومية هي نوع من البنادق التي تطلق الذخائر بشكل آلي أو شبه آلي. أول من صنع هذا النوع من البنادق هم الروس، ولكن الألمان كانوا أول من استخدمها بكثرة وذلك في الحرب العالمية الثانية. من أشهر البنادق الهجومية: الكلاشنكوف (AK-47)، وإم16. تتصف البنادق الهجومية بكونها طويلة في الغالب.
الخصائص التي يجب توفرها حتى توصف البندقية بأنها هجومية هو أن تكون سلاح فردي مصمم للإطلاق من على الكتف وأن تملك القدرة على اختيار كيفية إطلاق النار: آلياً أو نصف آلي.